# Pseudoanthidium beaumonti
Pseudoanthidium beaumonti is een vliesvleugelig insect uit de familie Megachilidae. De wetenschappelijke naam van de soort is voor het eerst geldig gepubliceerd in 1950 door Benoist.